# شرکت آتاری
شرکت آتاری (انگلیسی: Atari, Inc.) شرکت بازی ویدئویی آمریکایی بود، که در سال ۱۹۷۲ تأسیس و در سال ۱۹۹۲ منحل شد.